# Budanica
Budanica is een plaats in de gemeente Suhopolje in de Kroatische provincie Virovitica-Podravina. De plaats telt 128 inwoners (2001).